# Enez Koalen
L'Enez Koalen est un sloop homardier construit à La Roche Jaune au chantier naval d'Yvon Clochet sur une demi-coque et les souvenirs de Jean Kerleau (charpentier de marine) puis un plan de l'architecte naval François Vivier.

Il fut restauré par Voiles & Traditions qui l'arme et fait également naviguer la Nébuleuse. 
Enez Koalen est classé bateau d'intérêt patrimonial (BIP) par la Fondation du patrimoine maritime et fluvial.

## Histoire
Ce navire de pêche a été conçu pour l’Association commune qui voulait une réplique d'un ancien homardier de Loguivy, petit port à l'embouchure du Trieux, face à l'île de Bréhat.

C'est une construction traditionnelle de charpenterie de marine d'un bateau non ponté, et non motorisé à l'origine. Enez Koalen a été lancé le 20 avril 1989 lors du « Défi des ports de pêche » pour l’École de Mer du Trégor.
Depuis 2004 Enez Koalen est armée par Voiles & Traditions. Il a fait l'objet d'une très belle restauration pendant l'hiver 2004-2005 par le Chantier Voiles & Traditions et bénéficie d'un entretien constant pour être homologué pour son usage commercial (NUC).
Par ses sorties en mer dans l'archipel de Bréhat et sur le Trieux, il participe aux activités touristiques de la région avec la complicité des gréements traditionnels.